# الكسندر بورتر
الكسندر بورتر (بالإنجليزية: Alexander Porter)‏ هو قاضي ومحامي وفلاح وسياسي أمريكي، ولد في 24 يونيو 1785 في مقاطعة دونيجال في جمهورية أيرلندا، وتوفي في 13 يناير 1844 في أتاكابا. حزبياً، نشط في حزب اليمين. وقد انتخب عضو مجلس نواب لويزيانا وانتخب عضو مجلس الشيوخ الأمريكي.